# Burt Kennedy
Pour les articles homonymes, voir Kennedy.
Burt Kennedy est un réalisateur, scénariste, producteur et acteur américain né le 3 septembre 1922 à Muskegon (Michigan) et mort le 15 février 2001 à Sherman Oaks (Californie).

## Biographie

### Jeunesse et études
Burton Raphael Kennedy naît en 1922 dans le Michigan, durant une tournée de ses parents, un couple de danseurs de music-hall, les « Dancing Kennedys », appartenant au circuit Orpheum, une chaîne de salles de spectacle et de cinéma maillant le territoire nord-américain. De l'âge de 4 ans à l'âge de 7 ans, le jeune Burton participe aux numéros du spectacle itinérant.
Le krach de 1929 et la crise qui s'ensuit mettent fin au spectacle de music-hall, déjà fragilisé par le succès grandissant du cinéma. La famille s'installe dans le Michigan, dans une maison en bord de lac. Burton y démarre sa scolarité.
Burton termine le lycée en 1941, puis s'engage dans l'armée l'année suivante. Affecté à la 1re division de cavalerie, il participe à la campagne des Philippines avec le grade de lieutenant. Il s'y distingue particulièrement puisqu'il est décoré de la Bronze Star, de l'Asiatic-Pacific Campaign Medal (4 étoiles), de la Philippine Liberation Medal (2 étoiles), de la Silver Star et du Purple Heart avec feuille de chêne.

### Mort
Il meurt le 15 février 2001 à Sherman Oaks (Californie) à l'âge de 78 ans.

## Filmographie

### Cinéma

#### Comme acteur
- 1936 : Public Enemy's Wife : Mail Clerk
- 1948 : Les Trois Mousquetaires (The Three Musketeers) : Fencer
- 1950 : Hunt the Man Down de George Archainbaud : Waiter
- 1951 : Sealed Cargo : Old Seaman
- 1952 : Le Traître du Texas (Horizons West) : Rabble-rouser

#### Comme scénariste
- 1956 : Sept Hommes à abattre (Seven Men from Now)
- 1956 : Légitime Défense (Gun the Man Down)
- 1956 : Man in the Vault
- 1957 : L'Homme de l'Arizona (The Tall T)
- 1958 : Sur la piste des Comanches (Fort Dobbs)
- 1958 : L'Aventurier du Texas (Buchanan Rides Alone)
- 1959 : La Chevauchée de la vengeance (Ride Lonesome)
- 1959 : Le Géant du Grand Nord (Yellowstone Kelly)
- 1960 : Comanche Station
- 1961 : The Canadians
- 1962 : Six chevaux dans la plaine (Six Black Horses)
- 1964 : À l'Ouest du Montana (Mail Order Bride)
- 1965 : Le Mors aux dents (The Rounders)
- 1967 : Frontière en flammes (Welcome to Hard Times)
- 1968 : Micmac au Montana (Stay Away, Joe)
- 1971 : Un colt pour trois salopards (Hannie Caulder)
- 1973 : Les Voleurs de trains (The Train Robbers)
- 1980 : Wolf Lake
- 1987 : The Trouble with Spies
- 1990 : Big Bad John
- 1990 : Chasseur blanc, cœur noir (White Hunter Black Heart)
- 2000 : Comanche

#### Comme réalisateur
- 1961 : L'Escadron rouge (The Canadians)
- 1964 : À l'Ouest du Montana (Mail Order Bride)
- 1965 : Le Mors aux dents (The Rounders)
- 1965 : Piège au grisbi (The Money trap)
- 1966 : Le Retour des sept (Return of the Seven)
- 1967 : Frontière en flammes (Welcome to Hard Times)
- 1967 : La Caravane de feu (The War Wagon)
- 1969 : Ne tirez pas sur le shérif (Support Your Local Sheriff !)
- 1969 : La Vengeance du shérif (Young Billy Young)
- 1969 : Un Homme fait la loi (The Good Guys and the Bad Guys)
- 1970 : Un beau salaud (Dirty Dingus Magee) - également producteur
- 1971 : Les Dynamiteros  (La spina dorsale del diavolo ou The Deserter) - coréalisé avec Niksa Fulgosi
- 1971 : Tueur malgré lui (Support Your Local Gunfighter) - également producteur
- 1971 : Un colt pour trois salopards (Hannie Caulder)
- 1973 : Les Voleurs de trains (The Train Robbers)
- 1976 : L'Enfer des mandingos (Drum)
- 1976 : Ordure de flic (The Killer Inside Me)
- 1980 : Wolf Lake
- 1987 : The Trouble with Spies - également producteur
- 1990 : Big Bad John
- 1991 : Space Commando (Suburban Commando)
- 2000 : Comanche

### Télévision

#### Comme réalisateur

##### Téléfilms
- 1974 : Six colts et un coffre (en) (Shootout in a One-Dog Town)
- 1974 : Sidekicks (en) - également producteur
- 1974 : Les Inconnus du désert (All the Kind Strangers)
- 1978 : Les Aventures galantes de Kate Bliss (Kate Bliss and the Ticker Tape Kid)
- 1979 : Le Retour des mystères de l'Ouest (The Wild Wild West Revisited)
- 1986 : Louis L'Amour's Down the Long Hills
- 1987 : Les 13 jours d'Alamo (en)
- 1988 : Le Dernier Western (Once Upon a Texas Train) - également scénariste et producteur
- 1988 : Where the Hell's That Gold?!!? - également scénariste et producteur

##### Séries télévisées
- 1958 : Lawman
- 1962 : Le Virginien (The Virginian) - 1 épisode
- 1962-1963 : Combat ! (Combat!) - 6 épisodes  - également producteur
- 1977 : La Conquête de l'Ouest (How the West was Won) - 3 épisodes
- 1977 : L'Échange Rhinemann (The Rhinemann Exchange)
- 1977 : Big Hawaii - 2 épisodes
- 1979 : Concrete Cowboys - 1 épisode
- 1980 : Encore plus de mystères de l'ouest (More Wild Wild West)
- 1982 : Magnum (Magnum, P.I.) - 1 épisode
- 1982 : Seven Brides for Seven Brothers - 1 épisode
- 1982-1987 : Simon et Simon (Simon and Simon) - 17 épisodes
- 1983 : The Yellow Rose (en) - 2 épisodes
- 1989 : Snoops - 2 épisodes

## Distinctions

### Récompenses
- Western Heritage Awards 1968 : Bronze Wrangler du meilleur film pour La Caravane de feu
- Golden Boot Awards 1985 : Golden Boot